# 有求必應 (電視劇)
《有求必應》是香港亞洲電視製作的4集短篇電視劇，是首播於2002年2月11日的亞洲電視馬年賀歲劇集。本劇由陳寶華故事策劃、連熾勳監製，主演有曹達華、譚倩紅、張國強、羅霖、樓南光、陳煒、黃浩然、江美儀、甄志強等人。

## 故事大綱
香港知名相士馬年與朱玉晶有子女馬運亨、馬妮拉、馬利亞、馬拉高與馬拉松五個子女，馬拉松年幼時在深圳關口走失多年下落不明，另外四位子女長大以後，各自面對自己的恩怨糾葛。
馬運亨與傅妮子婚後多事，由於馬運亨問妻子借一百萬給前度呂慧安(別稱慰安婦)，引致夫妻不和，甚至鬧出分居，馬運亨欲修補婚姻關係，不過好事多磨。馬利亞在工作的銀行遇上了一個年紀比自己小的男朋友魯恭，到底這段姐弟戀，是否能修成正果? 馬妮拉嫁樓棠後懷孕，而馬拉高是一個大小姐，終於收到一個聽話的金多寶成男朋友。
朱玉晶到深圳短住時，遇上了一個勤奮打工的小伙子，漸漸發現了這個小伙子就是自己失散多年的兒子馬拉松，幾經波折，最後母子在深圳關口再會團聚。

## 演員表
- 曹達華 飾 馬年
- 譚倩紅 飾 朱玉晶
- 張國強 飾 馬運亨
- 羅　霖 飾 傅妮子
- 樓南光 飾 樓棠
- 饒林紅 飾 馬妮拉
- 陳　煒 飾 馬利亞
- 樓茜妮 飾 馬拉高
- 林志豪 飾 馬拉松
- 黃浩然 飾 魯恭
- 江美儀 飾 呂慧安
- 甄志強 飾 高向榮
- 黎思嘉 飾 高向欣
- 黃允材 飾 樂叔
- 李　妮 飾 歡姐
- 陳展鵬 飾 金多寶
- 江　圖 飾 魯先生
- 謝雪心 飾 魯太太
- 李　華 飾 子華
- 廖文蔚 飾 外賣員
- 梁浩楷 飾 銀行客人
- 關偉倫 飾 銀行經理
- 錢嘉成 飾 節目主持
- 何慕詩 飾 節目主持
- 陳麗雲 飾 銀行客人
- 蘇　昶 飾 酒保